# Pertica (género)
Pertica Kasper & H.N.Andrews (1972) es un género de plantas extintas descrito a partir del descubrimiento en 1972 de los restos fósiles de una de sus especies (Pertica quadrifaria) en el yacimiento paleontológico de Trout Valley en el estado de Maine, Estados Unidos. Por la cronología de los sedimentos en los que se localizaron sus restos fósiles el género fue datado en el periodo Emsiense del Devónico inferior.
Las especies del género Pectica presentaban un tallo erecto, presumiblemente fotosintético con  crecimiento pseudomonopodial que en el caso de la especie tipo, Pertica quadrifaria, podía alcanzar un metro de altura y en Pertica dalhousii se ha estimado en alrededor de 3 metros, siendo por tanto las especies vegetales terrestres conocidas de mayor porte del periodo Devónico.
Las ramificaciones laterales emergían en grupos de cuatro (tetrásticos) formando verticilos separados por secciones de tallo desnudo en espiral y sentido horario desde la base hasta el ápice del eje principal. Los tallos laterales se ramificaban a su vez dicótomamente de forma muy profusa cada cortos intervalos y siendo cada nueva ramificación de menor grosor que la precedente. En Pertica varia las ramificaciones presentaban la dicotomía muy atenuada llegando a apreciarse división pseudomonopodial hasta cierto grado. En el extremo de estas ramificaciones se situaban los tallos fértiles.
En el extremo de los tallos fértiles la ramificación dicótoma era más abundante y tenía lugar tras secciones cada vez más cortas de tallo desnudo terminando en grupos de dos esporangios fusiformes. Tras estas últimas ramificaciones los esporangios acababan formando densos grupos esféricos, en el caso de Pertica dalhousii de 32 a 128 esporangios por racimo. Se desconoce el mecanismo de dehiscencia que presentaban estos esporangios aunque asociadas a ella se han identificado unas esporas esféricas, decoradas y triletas, que se suponen pertenecientes a esta especie, como miembros a la palinoespecie Apiculiretusispora.
Las primeras clasificaciones para este género lo incluía dentro del grupo parafilético Trimerophytopsida debido a que su crecimiento pseudomonopodial podía situar al grupo dentro de los antecesores de las plantas con hojas. Más recientes estudios sitúan al género dentro del clado Euphyllophyta junto a Tetraxylopteris, compartiendo antecesor común con Monilophyta.